# Bruno Brunod
Bruno Brunod (né le 10 novembre 1962 à Aoste) est un athlète italien, spécialiste d'épreuves de skyrunning et de course en montagne.

## Biographie
Originaire de Châtillon et ancien détenteur de plusieurs records de vitesse d'ascension (Cervin, Mont Elbert, Aconcagua, Kilimandjaro entre autres), Bruno Brunod a aussi été vainqueur des championnats du monde de skyrunning en 1996 et 1998.

## Palmarès
| #   | féminin           | Course                    | Longueur | Départ          | Temps           |
| 1er | Médaille d'or     | Skyrace Ville d'Aoste     | 30 km    | 21 juillet 2002 | 2 h 14 min 50 s |
| 1re | Médaille d'or     | Monte Rosa SkyRace        | 28 km    | 2003            | 2 h 48 min 3 s  |
| 2e  | Médaille d'argent | Dolomites SkyRace         | 22 km    | 1er août 2004   | 2 h 11 min 19 s |
| 1re | Médaille d'or     | Mount Kinabalu Climbathon | 21 km    | 3 octobre 2004  | 2 h 40 min 4 s  |